# Soanpet
Soanpet es una ciudad censal situada en el distrito de Nizamabad en el estado de Telangana (India). Su población es de 6820 habitantes (2011). Se encuentra a orillas del río Godavari. 

## Demografía
Según el censo de 2011 la población de Soanpet era de 6820 habitantes, de los cuales 3056 eran hombres y 3764 eran mujeres. Soanpet tiene una tasa media de alfabetización del 74,30%, superior a la media estatal del 67,02%: la alfabetización masculina es del 81,58%, y la alfabetización femenina del 68,49%.